# Bilate (volcan)
Pour la rivière éthiopienne, voir Bilate.
Le Bilate est un champ volcanique situé dans la région des nations, nationalités et peuples du Sud en Éthiopie, à l'ouest du lac Awasa. Traversée par la rivière Bilate, cette zone volcanique se compose de maars (cratères volcaniques) qui abritent aujourd'hui des lacs.
Le Bilate daterait du Pléistocène et probablement de l'Holocène. Des fumerolles sont encore actives de nos jours.